# American Cat Fanciers Association
Pour les articles homonymes, voir ACFA.
L'American Cat Fanciers Association est une association américaine créée en 1955. Son but est de promouvoir et d'encourager les actions portant sur le bien-être, l'éducation et les connaissances du chat domestique et notamment des chats de race. Il s'agit de l'une des plus grosses organisations félines du monde. Elle régit également plusieurs expositions félines durant lesquelles les prix ACFA récompensent les plus beaux chats de race.

## Historique
L'ACFA est créée au Texas par un groupe de passionnés de chats. Le but était de fonder une association plus démocratique, permettant plus de flexibilité dans le développement des races et étant plus proche des besoins individuels des éleveurs de l'époque.
L'ACFA propose entre autres un changement dans les réglementations des expositions félines et introduit les rings multiples comme le fait encore la TICA. Elle augmente également le nombre de championnats accessibles, demande à ses juges de suivre un programme officiel de formation et à la fin de subir un examen écrit avant de pouvoir pratiquer.
En 2009, l'association publie encore un magazine trimestriel et organise des expositions. Elle tient également à jour les livres des origines des races qu'elles reconnait et délivre des pedigrees sur trois générations et enregistre les élevages. Elle continue à promouvoir un fonctionnement démocratique en faisant voter ses membres lors d'un changement dans la réglementation interne et chaque "Comité de race" doit être élu démocratiquement.

## Races reconnues
L'ACFA reconnaît 52 races de chats. Certaines, comme l'américan curl sont divisées en deux races selon que le chat ait le poil long (LH - longhair) ou court (SH - shorthair).
1. Abyssin
2. American curl - LH
3. American curl - SH
4. Bobtail américain - LH
5. Bobtail américain - SH
6. American shorthair
7. American wirehair
8. Balinais
9. Bengal
10. Sacré de birmanie
11. Bombay
12. British shorthair
13. Burmese
14. Chantilly (EXP)
15. Chartreux
16. Cornish rex
17. Cymric
18. Devon rex
19. Mau égyptien
20. Exotic shorthair
21. Havana brown
22. Highland fold
23. Himalayen
24. Bobtail japonais - LH
25. Bobtail japonais - SH
26. Korat
27. Longhair exotic
28. Maine coon
29. Manx
30. Chat des forêts norvégiennes
31. Ocicat
32. Oriental longhair
33. Mandarin
34. Persan
35. Peterbald
36. Pixie-bob LH (PRO)
37. Pixie-bob SH (PRO)
38. Ragamuffin
39. Ragdoll
40. Bleu russe
41. Scottish fold
42. Selkirk Rex - LH
43. Selkirk Rex - SH
44. Siamois
45. Sibérien
46. Singapour
47. Snowshoe
48. Somali
49. Sphynx
50. Tonkinois
51. Angora turc
52. Turc de van